# Beregi Edit
Beregi Edit, férjezett Földes Istvánné, teljes nevén Beregi Edit Dolli (Brassó, 1926. március 3. – 2023. április 4.) gerontológus, patológus, egyetemi tanár, az orvostudományok kandidátusa (1956), doktora (1969), az MTA tagja.

## Életpályája
Beregi Miklós és Róth Ilona (1899–1989) gyermekeként született zsidó családban. Felsőfokú tanulmányait a budapesti Pázmány Péter Tudományegyetem Orvostudományi Karán végezte, ahol 1950. augusztus 25-én summa cum laude minősítéssel avatták orvosdoktorrá. 
1950 és 1960 között a Tudományegyetem I. sz. Kórbonctani és Kísérleti Rákkutató Intézetének, majd a II. sz. Kórbonctani Intézetének tanársegédje volt. Utóbbiban 1953 és 1956 között aspiráns. 1960-tól 1978-ig a Pest Megyei Rókus Kórház Pathologiai osztályának főorvosa. 1961-ben megbízták az Állami Geriátriai Kórház igazgatójaként, hogy szervezze meg a Gerontológiai Intézetet, mely 1965-ben kezdte meg működését. Először az Országos Reumatológiai és Fizioterápiás Intézet (ORFI) Gerontológiai Kutató Csoportjaként, majd 1967-től a SOTE Gerontológiai Kutató Csoportjaként működött, amelynek továbbra is ügyvezető igazgatója maradt. 1978-tól a SOTE Gerontológiai Kutató Csoportja a SOTE Gerontológiai Központja lett, melynek 1993-ig állt az élén, de a következő három évben, nyugdíjazásáig (1996) továbbra is ott dolgozott mint egyetemi tanár.
1993-ban munkatársaival megszervezte a budapesti Gerontológiai Világkongresszust, mintegy 3200 résztvevővel. 1993 és 1997 között betöltötte a Nemzetközi Gerontológiai Társaság elnöki tisztségét.
Férje Földes István (1921–2002) virológus, az Országos Korányi Tbc- és Pulmonológiai Intézet tudományos igazgatója. Két gyermekük született.

## Művei
- Kísérleti monocytosis. Róna Györggyel. (Orvosi Hetilap, 1950, 28.)
- Új módszerrel létrehozott kísérleti glomerulonephritis. Kandidátusi értekezés. (1956)
- Vizsgálatok a glomerulonephrosis pathogenesisével kapcsolatban. Dévai Györggyel és Kovács Sándorral. (Katonaorvosi Szemle, 1956, 10.)
- A vese öregkori elváltozásai. (Az MTA Biológiai Tudományok Osztályának Közleményei, 1957)
- A kísérleti glomerulonehpritis kérdése. (Orvosi Hetilap, 1958, 34.)
- A senilis amyloid előfordulása a vesében. Haranghy Lászlóval és Sugár Jánossal. (Az MTA Biológiai Tudományok Osztályának Közleményei, 1958)
- A pancreas öregkori elváltozásai. Haranghy Lászlóval. (Az MTA Biológiai Tudományok Osztályának Közleményei, 1959)
- Morphologiai elváltozások időskori acut glomerulonephritisben. Földes Istvánnal és Szlepka Gézával. (Az MTA Biológiai Tudományok Osztályának Közleményei, 1959)
- Cortison kezelés utáni mellékvese bevérzések állatkísérletek kapcsán insulin shockban. Barta Lajossal és Jellinek Harryvel. (Magyar Belorvosi Archivum, 1959, 5, németül: Über einen Cortisonbehandlung folgende Nebennierenblutungen in Insulinhock bei Tierexperimenten. Klinische Wochenschrift, 1960)
- További vizsgálatok a pancreas öregkori változásával kapcsolatban. Haranghy Lászlóval. (Biológiai Közlemények, 1960)
- Vergleichende Untersuchungen einiger Wirkungen des Serotonins (5-Hydroxytryptamin) bei jungen und alten weißen Ratten. Földes Istvánnal, Haranghy Lászlóval, Csütörtök Lászlóval. (Gerontologia, 1961)
- Öregkorban előforduló aortitisek kérdése. Brasch Zoltánnal, Simon Jánossal. (Biológiai Közlemények, 1962, 2)
- Öregkor és reakciós képesség. (Az Egészség, 1967, 3.)
- Immunhistológiai vizsgálatok kísérleti nephritisben. I. Masugi nephritis. Társszerző: Heinz von Mayersbach. (Az MTA Orvosi Tudományok Osztályának Közleményei, 1967)
- Immunhistológiai vizsgálatok kísérleti nephritisben. II. A nephrotoxikus serum faj-specifitásának kérdése. Társszerző: Heinz von Mayersbach. (Az MTA Orvosi Tudományok Osztályának Közleményei, 1967)
- Immunhistológiai vizsgálatoki kísérleti nephritisben. III. A pilocarpin-hidegvíz által okozott nephritis. Társszerző: Heinz von Mayersbach. (Az MTA Orvosi Tudományok Osztályának Közleményei, 1967)
- Enzyme Activity in the Kidney in Lobular Glomerulonephritis. Többekkel. (Acta paediatrica Academiae Scientiarum Hungaricae, 1971)
- Kliniko-pathologiai megfigyelések gyermekkori chronikus agressiv hepatitis egy esetében. Siegler Jánossal, Rédei Mártával, Lapis Károllyal, Marosvári Istvánnal és Ortwein Valériával. (Gyermekgyógyászat, 1971, 4.)
- Immune pathological examinations based on renal biopsy in glomerulonephritic children. Miltényi Miklóssal. (International Urology and Nephrology, 1971.)
- Magukat egészségesnek tartó idős egyének vizsgálatának eredményei. Többekkel. (Népegészségügy, 1972)
- Morphology of antibody-forming cells in young and aged experimental animals. (Mechanisms of Ageing and Development, 1972)
- Szövetekkel reagáló humoralis ellenanyagok sejtkárosító (funcionalis) tulajdonságainak vizsgálata passiv immunizálási kísérletben. Dóbiás Györggyel, Palásti Erzsébettel. (Magyar Belorvosi Archivum, 1972, 5.)
- Klinikai és histopathologiai vizsgálatok olygosymptomás belgyógyászati vesebajokban I. Az isolált proteinuria jelentőségéről. Varga Istvánnal és Kenéz Bélával. (Orvosi Hetilap, 1972, 45.)
- Klinikai és histopathológiai vizsgálatok oligosymptomás belgyógyászati vesebajokban II. Haematuria és góc- nephritis kérdése felnőtt korban. Varga Istvánnal és Kenéz Bélával. (Orvosi Hetilap, 1973, 3., angolul: Clinical and Histopathological Studies in Human Renal Disease. III. The Problem of Haematuria and Focal Glomerulonephritis in the Adult, Acta Medica, 1972, 3-4.)
- Clinical and Histopathological Studies of Human Renal Disease. IV. Relationships of Renal Arterial Fibroelastosis, Glomerulonephritis and Arterial Hypertension. Varga Istvánnal. (Acta Medica, 1973, 3.)
- Clinical and Histopathological Studies in Human Renal Disease. V. Histological, Immunohistological and Electron Microscopic Finding in Follow-up Biopsies. Varga Istvánnal. (Acta Medica, 1973, 4.)
- A veseartériák fibroelastosisának jelentősége glomerulonephritisben. Varga Istvánnal, Böszörményi Ernővel, Kállay Kálmánnal és Kenéz Bélával. (Orvosi Hetilap, 1973, 32.)
- Klinikai és histopathológiai vizsgálatok tünetszegény persistens glomerulonephritisben. Többekkel. (Magyar Belorvosi Archivum, 1975, 1.)
- Herpesnephropatia. Streitman Károllyal, Hollós Ivánnal és Túri Sándorral. (Orvosi Hetilap, 1976, 43.)
- Az acut glomerulonephritis pathológiája és prognózisa. (Magyar Belorvosi Archivum, 1977)
- A szérum IgE és a hörgőnyálkahártya IgE tartalmának változása extrinsic és intrinsic asthma bronchialeban. Kraszkó Pállal. (Orvosi Hetilap, 1979, 12.)
- Gerontológiai kutatások az élet minőségének javítására. (Magyar Tudomány, 1980)
- Herpes immuncomplex nephritis. Többekkel. (Orvosi Hetilap, 1980, 15.)
- Újabb adatok az asthma bronchiale immunológiai elváltozásához. Kraszkó Pállal. (Orvosi Hetilap, 1983, 7.)
- Életünk egy része: az öregkor. Hutás Imrével. (Valóság, 1984, 11.)
- A vékonybél plasmasejt populációjának változása coeliakában. Többekkel. (Orvosi Hetilap, 1985, 23.)
- Hogyan javíthatja a tudomány és a technika fejlődése az idősek életét? (Magyar Tudomány, 1986)
- Beregi Edit, Miltényi Miklós, Görgényi Ákos. Gyermeknefrológia. Budapest: Medica (1987). ISBN 963 241 109 9
- Tubulointerstitialis nephritis és uveitis – (TINU) szindróma egy 12 éves fiúban. Czinczok Mártával, Marosvári Istvánnal és Csoma Évával. (Gyermekgyógyászat, 1990, 1.)
- Idősek a 21. században. (Magyar Tudomány, 1997)
- Beregi Edit. Egészségben megöregedni – Ajánlás fiataloknak és időseknek. Budapest: Medicina Könyvkiadó Rt. (1999)

## Díjai, elismerései
- Szocialista Munkáért Érdemrend
- Karger-díj – Alex Comforttal megosztva, a gerontológiai alapkutatások terén végzett munkásságáért (1970)
- Pest Megyéért érdemérem (1974)
- Nemzetközi Gerontológiai Társaság Európai Klinikai Szekciójának tiszteletbeli főtitkára (1975–1981),[7] majd elnöke (1981–1985)[8]
- Magyar Gerontológiai Társaság elnöke (1976–1985; 1989–1993), s örökös elnöke
- Kiváló orvos (1978)[9]
- Szovjet Gerontológiai Társaság tiszteletbeli tagja (1982)[10]
- Nemzetközi Pszichogeriátriai Társaság igazgatótanácsának tagja (1985–1993)
- Munka Érdemrend arany fokozata (1986)[11]
- Osztrák Geriátriai és Gerontológiai Társaság tiszteletbeli tagja (1986)[12]
- New York-i Tudományos Akadémia tagja (1995–2023)
- ”Presidential Medal” Vancouver, Canada, a Nemzetközi Gerontológiai Társaságban végzett munkásságáért (2001)